# 吉州青年站
吉州青年站（韓語：길주청년역）是朝鮮民主主義人民共和國咸镜北道吉州郡吉州邑的一個鐵路車站，属于平罗线和白头山青年线。

## 邻近车站
平罗线
芦洞站 - 吉州青年站 - 金松站
白头山青年线
吉州青年站 - 南夕站